# マーク・スチュワート
マーク・スチュワート（Mark Stewart, 1960年8月10日 - 
2023年4月21日）は、イギリスのミュージシャンでボーカリスト。ポップ・グループの創立メンバーのひとり。
ノイズ・インダストリアル、ヒップ・ホップ、テクノ等の幅広いジャンルのエッセンスが加えられた、ヘビーなダブ・ファンクのサウンドに社会的メッセージを乗せ、叫ぶように歌う。

## 経歴
マーク・スチュワートは1977年にブリストルでギャレス・セイガーらとポップ・グループを結成し、ボーカルと作詞を担当した。
1981年にポップ・グループが分裂すると、活動の地をロンドンに求め、On-Uサウンドの活動に参加して、ソロ作品をリリースした。
2005年には、ベスト盤を発表し、エイドリアン・シャーウッド、スキップ・マクドナルド、元PILのキース・レヴィンらとマーク・スチュワート&マフィア（Mark Stewart and the Maffia）としてライブを行った。
2023年4月21日死去。62歳没。

## ディスコグラフィ

### アルバム
- 『ラーニング・トゥ・コープ・ウィズ・カワディス』 - Learning to Cope with Cowardice (1983年、On-U) ※マーク・スチュワート&マフィア名義。旧邦題『臆病者と20倍楽しむ法』
- 『剥がれゆく虚飾』 - As the Veneer of Democracy Starts to Fade (1985年、On-U)
- 『マーク・スチュワート』 - Mark Stewart (1987年、ミュート) ※「禁じられた色彩 (Forbidden Colours)」をカバー。
- 『メタトロン』 - Metatron (1990年、ミュート)
- 『コントロール・データ』 - Control Data (1996年、ミュート)
- 『エディット』 - Edit (2008年、Crippled Dick Hot Wax!)
- 『ザ・ポリティックス・オブ・エンヴィー』 - The Politics of Envy (2012年、Future Noise）
- Exorcism Of Envy (2012年、Future Noise）

### コンピレーション・アルバム
- 『キス・ザ・フューチャー』 - Kiss the Future (2005年 Soul Jazz) ※ポップ・グループ時代から現在までの作品のコンピレーション。

### シングル
- "Jerusalem" (1982年、On-U) ※マーク・スチュワート&マフィア名義
- "Hypnotized" (1985年、On-U)
- "This Is Stranger Than Love" (1987年、On-U) ※マーク・スチュワート&マフィア名義
- "Hysteria" (1990年、On-U)
- "Fatal Attraction" (1990年、On-U) ※プロモ盤のみ
- "Dream Kitchen" (1996年、On-U)
- "Consumed - Remix Wars" (1998年、On-U)

### DVD
- ON/OFF (2011年) ※2009年公開のドキュメンタリー作品。ドイツ製作。